# Piros földitök
A piros földitök (Bryonia dioica) a tökfélék családjába tartozó, Közép- és Dél-Európában honos évelő kúszónövény. Minden része mérgező. Egyéb elnevezései görnye, csúzrépa.

## Elterjedése és termőhelye
Közép- és Dél-Európában, valamint Nyugat-Ázsiában és Észak-Afrikában honos. Megtalálható a Brit-szigeteken is. Magyarországon inkább az ország nyugati felén fordul elő szórványosan.
Erdőszéleken, tisztásokon, bozótosokban, cserjésekben nő, de gyomtársulásokban utak mentén, kerítésekre vagy falakra kapaszkodva is megtalálható. A laza, meszes talajt kedveli; mészjelző.

## Megjelenése
A piros földitök évelő kúszónövény. Vaskos, répaszerűen megvastagodott, egy- vagy kétágú gyökérgumójából minden tavasszal újra kinőnek akár 3-4 méteres, elágazó, kacsokkal kapaszkodó indái. Levelei ötkaréjúak és akárcsak a szár, mindkét oldalukon érdesen szőrösek. Az egész növény kellemetlen szagú.
Kétlaki, az egyes növényeken vagy csak hímivarú vagy nőivarú virágok nyílnak. Júniustól szeptemberig virágzik. Virágzata 3-8 virágból álló bogernyő, a levelek hónaljából ered. Öt szirma zöldesfehér. A porzós virágok 12–18 mm átmérőjűek, kocsányuk hosszú, két-két porzójuk összenőtt, míg az ötödik különálló. A portok sárga. A termős virágok 10–12 mm átmérőjűek, rövid kocsányúak, három bibéjük villásan elágazik.
Termése 6–7 mm átmérőjű, kerek bogyó. Eleinte zöld, majd késő nyáron, kora ősszel tompavörösre érik. Belsejében kellemetlen szagú, keserű lé, valamint 3-6 nagy, zöldessárga, feketével pettyezett mag található. A bogyók érése után a szár és a levelek elszáradnak.

## Jelentősége
Mérgező növény. Már néhány bogyó elfogyasztása is hányingerrel, (esetenként véres) hasmenéssel, szédüléssel, légzési nehézségekkel jár; terhes nők vetélését és vesekárosodást is okozhat, sőt akár halálos is lehet. Gyökere nagyon mérgező a háziállatok számára, nedve bőrirritáló. Levelének elfogyasztása a baromfi pusztulását okozhatja. Glükozidokat (brionin), alkaloidokat (brionicin) és cserzőanyagokat tartalmaz.
Gyógynövényként is használják, de mérgező mivolta miatt, csak hozzáértőnek ajánlott. Szárított gyökere vagy keményítőtől tejszerű, kellemetlen szagú és keserű gyökérnedve erőteljes hashajtó. Kis mennyiségben köhögés ellen alkalmazzák és felhasználják homeopátiás szerekben is.
A fiatal tavaszi hajtások még nem mérgezőek és jól megfőzve ehetőek.
A középkorban a drága és csak meleg égöv alatt megélő mandragóra hamisítására használták. Mérgező mivoltára utal francia neve: navet du diable, ördögrépa. Felhasználták bőrcserzésre, bogyóit festésre és állítólag Augustus császár földitökfüzérrel védekezett a villámcsapás ellen.

## Képek

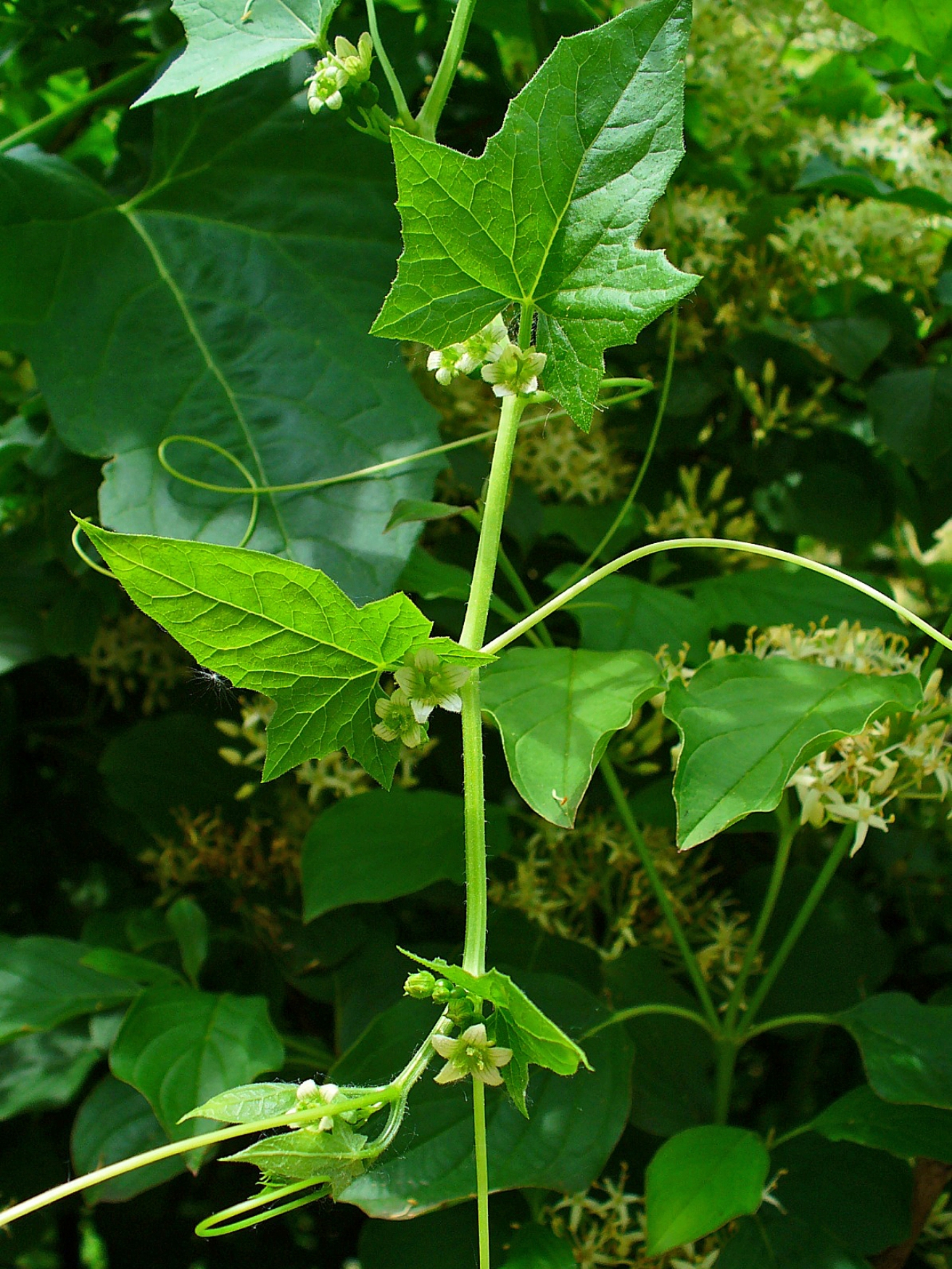
Virágzó hajtás
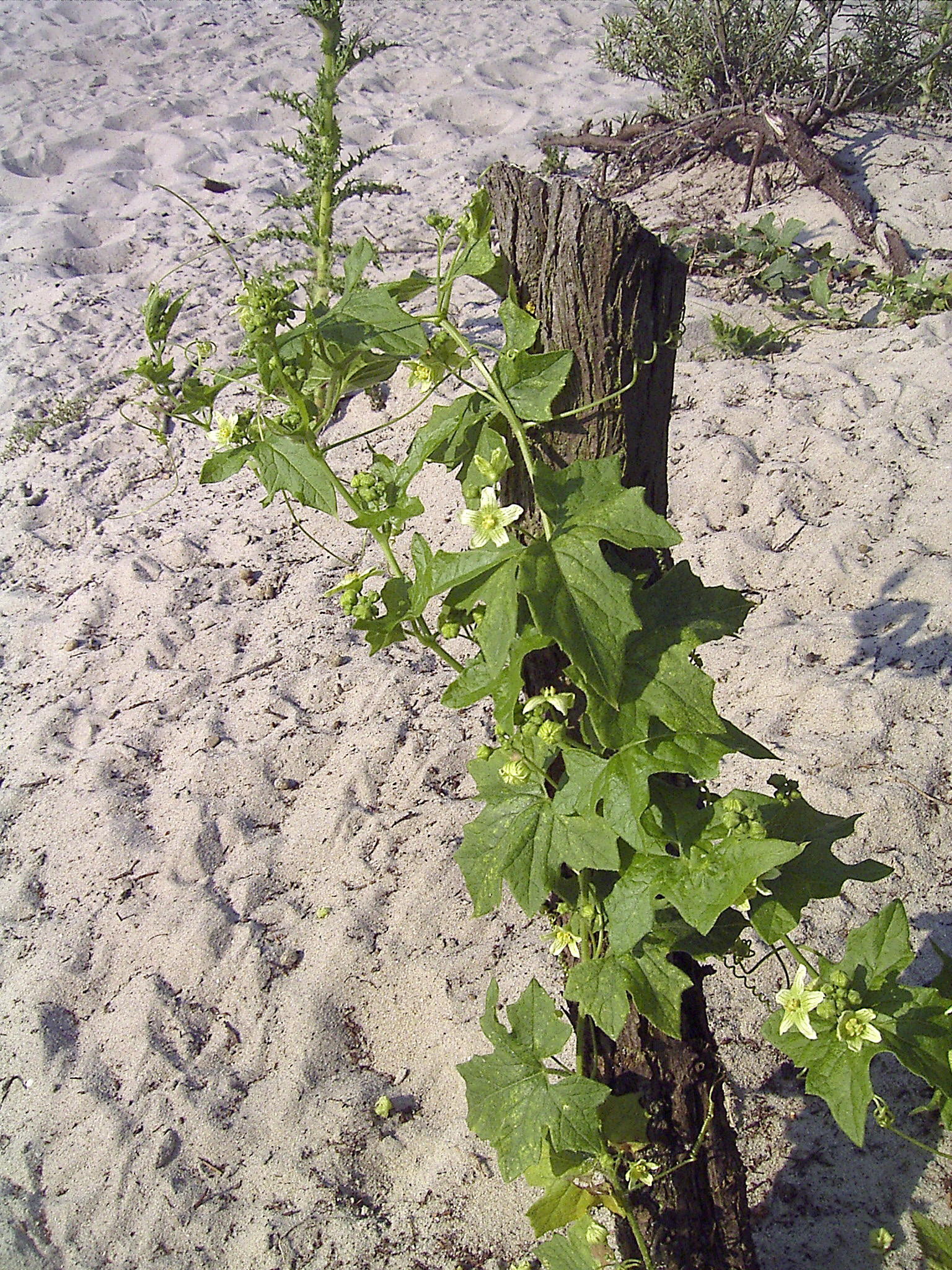
Habitus
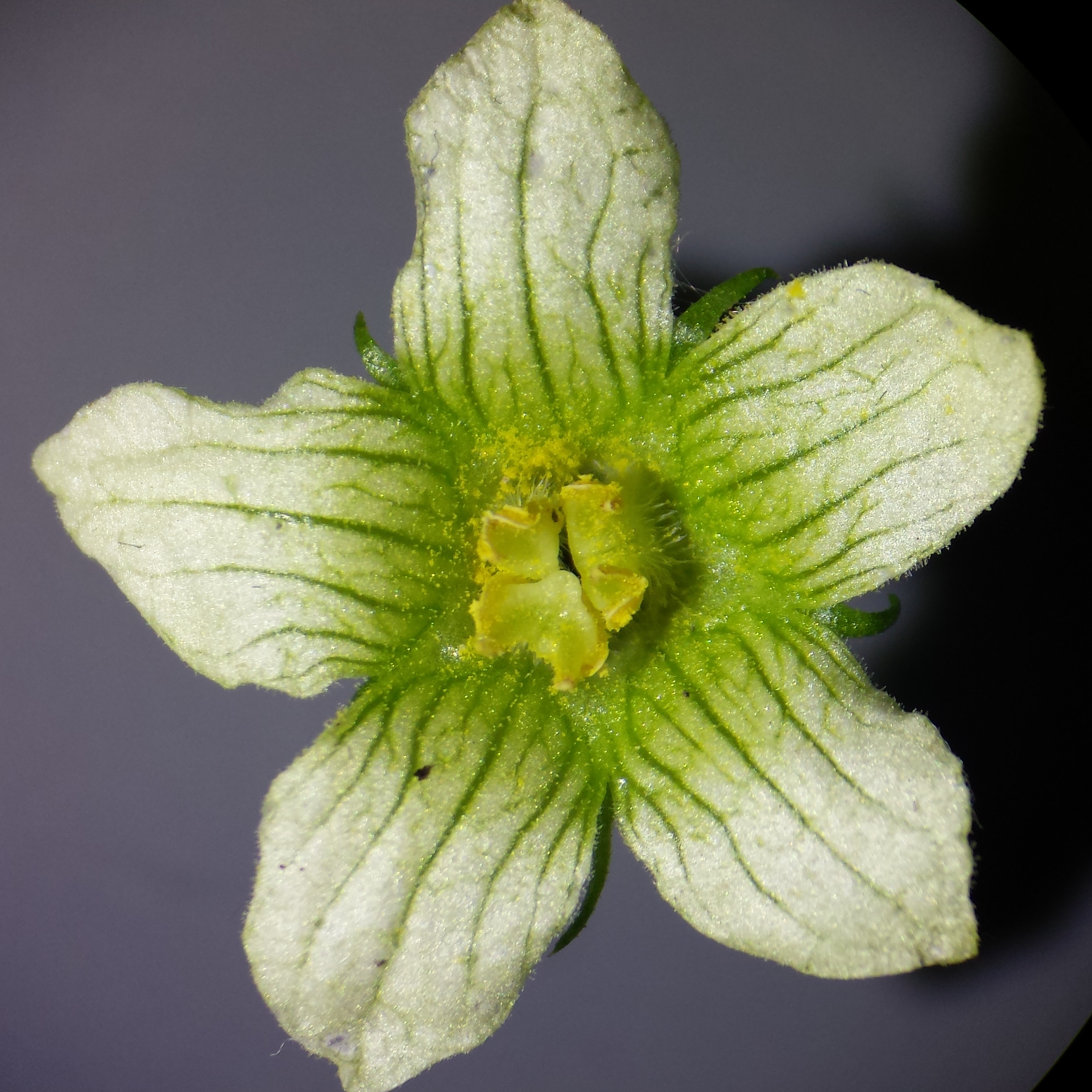
Porzós virág
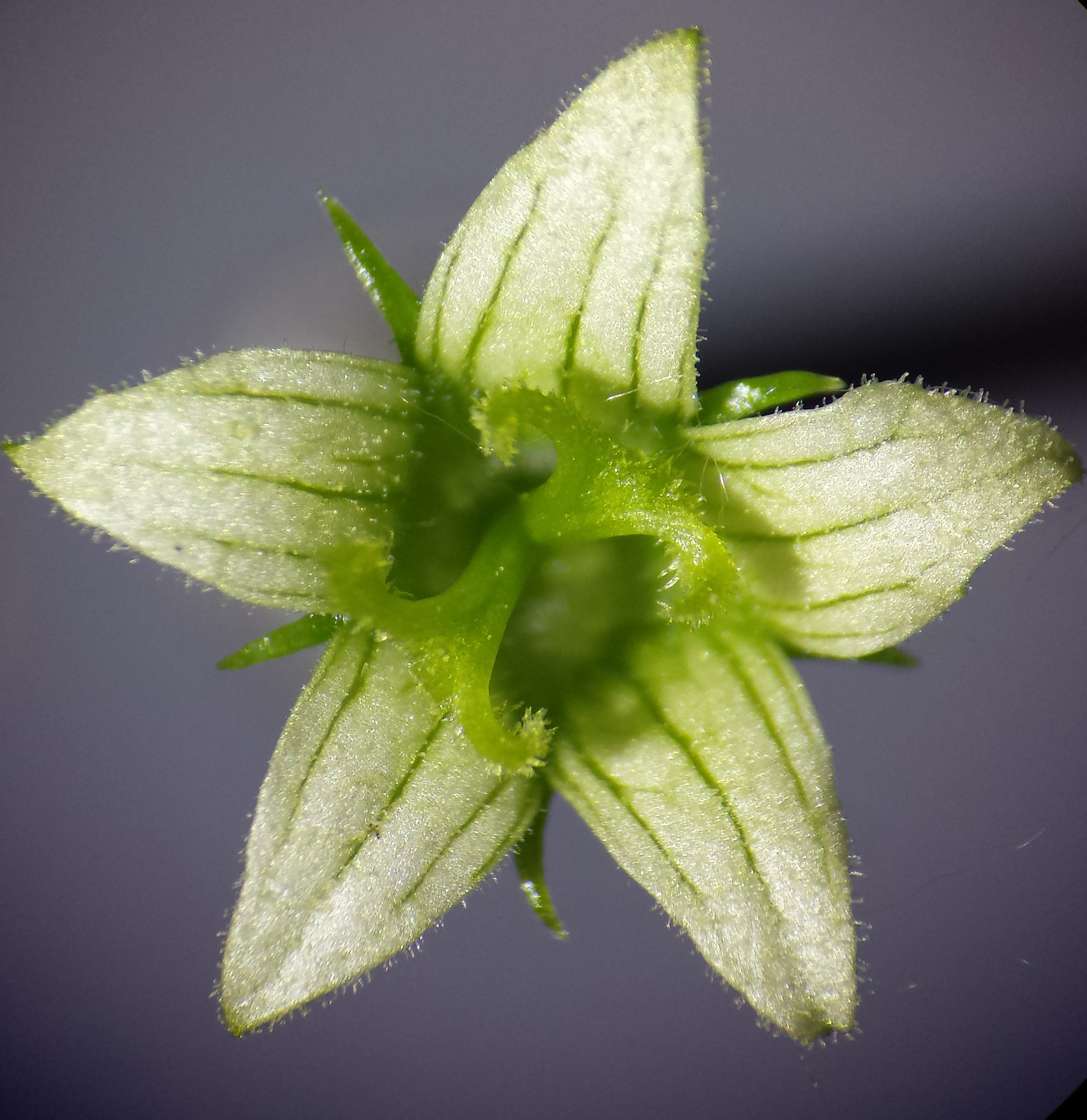
Termős virág
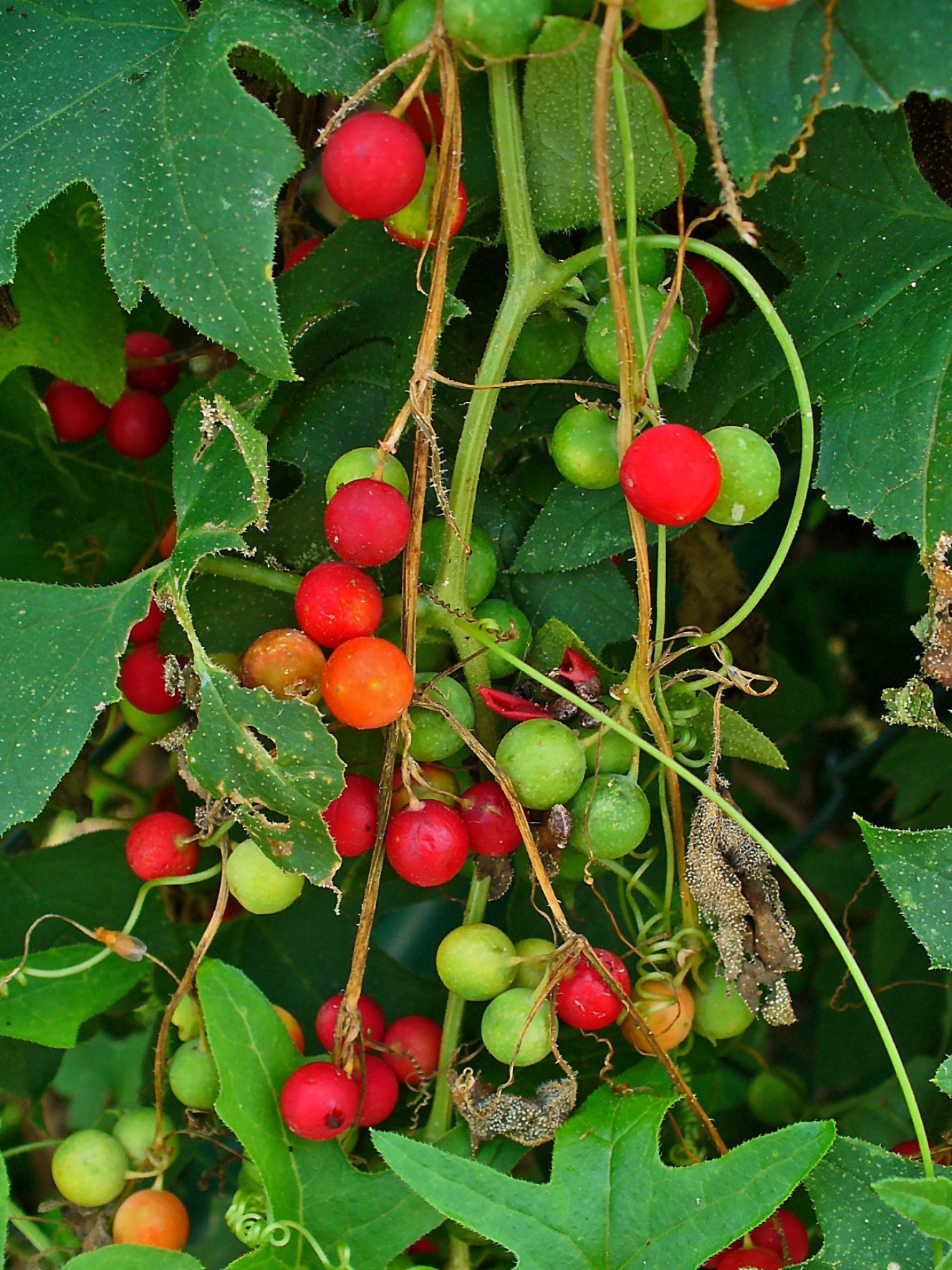
Termés
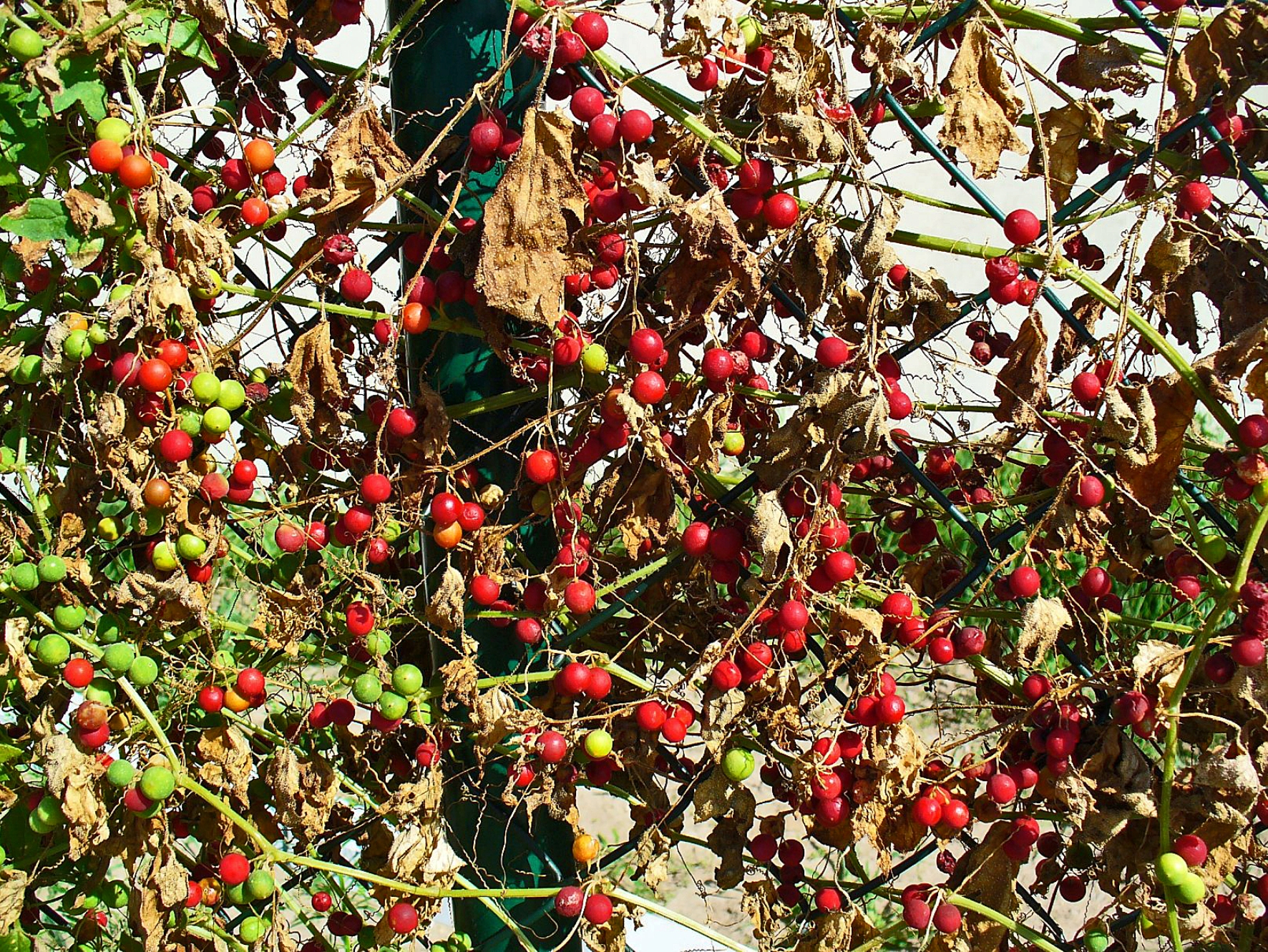
Termések
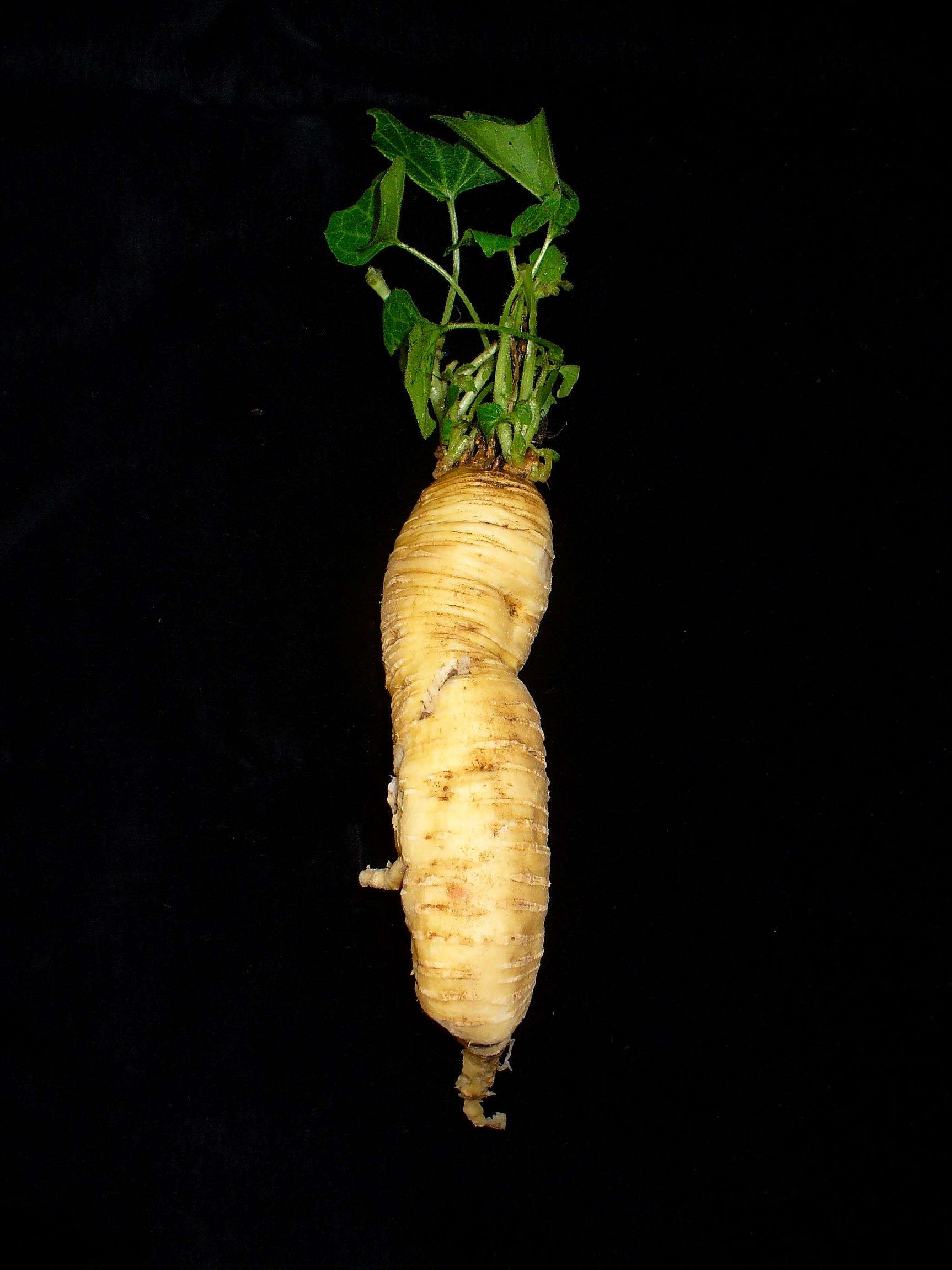
Gyökér